# Gefallenen-Ehrenmal (Landau)
Das Gefallenen-Ehrenmal – alternativ Löwendenkmal genannt – in Landau in der Pfalz ist ein denkmalgeschütztes Bauwerk.

## Lage
Das Bauwerk befindet sich am Untertorplatz und ist Bestandteil der gleichnamigen Denkmalzone.

## Beschaffenheit
Das Bauwerk stellt einen der wenigen Bauten der Gegenwart dar, die an die Zeit des Nationalsozialismus erinnern. Der grimmige Blick des Löwen ist nach Südwesten gerichtet, in Richtung des vorherigen und darauffolgenden Kriegsgegners Frankreich. 

## Geschichte
Es wurde 1936 von Bernhard Bleeker als Ehrenmal für die gefallenen pfälzischen Soldaten des Ersten Weltkriegs geschaffen. Mittlerweile wird in einer Hinweistafel am Denkmal über den geschichtlichen Hintergrund der Errichtung informiert.